# Cucina neozelandese
La cucina neozelandese include i cibi e le pratiche culinarie della Nuova Zelanda. Essa consta di due influenze principali: quella maori (e più in generale dei popoli oceanici che abitavano l'isola prima della colonizzazione) e quella moderna, determinata dall'immigrazione di europei (in particolare britannici) prima e di persone del Sudest Asiatico poi.
Il pesce (kai moana) è un'importante componente della cucina maori; questo popolo utilizzava una stufa d'argilla, chiamata hāngī, in cui venivano poste delle pietre che venivano poi bagnate per creare un vapore tramite il quale era possibile cuocere i cibi, spesso avvolti in delle foglie. Come nelle Mauritius, dove i coloni rinvennero un uccello simile al tacchino inadatto al volo, ossia il dodo, e gli diedero la caccia fino a provocarne l'estinzione, allo stesso modo in Nuova Zelanda i primi immigrati dalla Polinesia trovarono il moa, che venne a sua volta cacciato e si estinse come il dodo. Particolarmente apprezzato, in Nuova Zelanda, è il Pāua, un mollusco gasteropode marino appartenente al genere Haliotis.
La Nuova Zelanda è un importante produttore di patate dolci, poiché i Maori iniziarono a introdurle dalle loro isole di origine, dove sono conosciute come "kūmara", rendendole il cardine della loro dieta. Questa popolazione pioniera ha anche introdotto il karaka (Corynocarpus laevigatus), un albero endemico delle foreste costiere delle isole polinesiane, seminandolo in altri luoghi e imparando a trattare i semi (contenenti una tossina molto forte) per potersene poi cibare.
Durante la colonizzazione inglese, le abitudini alimentari seguirono le tendenze culinarie occidentali e, fino al 1950 circa, i coloni furono usi a consumare costolette d'agnello, con patate e tè a colazione, pranzo e cena. Di quei tempi rimane una ricetta tradizionale, la colonial goose, un cosciotto d'agnello preparato in modo simile a come si soleva cucinare l'oca (assai rara in Nuova Zelanda) in Gran Bretagna.
Con l'arrivo di nuovi immigrati, nuovi prodotti (come l'aglio e le melanzane) e svariate spezie furono introdotti in Nuova Zelanda e furono resi popolari attraverso l'espansione del settore della ristorazione.